# Maico Casella
Maico Casella Schuth (Buenos  Aires, 5 de junio de 1997) es un jugador de hockey sobre césped argentino que se desempeña como delantero en Gantoise y en la selección Argentina. 

## Carrera

### San Fernando
Casella empezó a jugar al hockey a los seis años en el club San Fernando, en donde debutó en primera división.

### HOC Gazellen-Combinatie
Su alto rendimiento haría que desde Países Bajos pongan sus ojos en él en julio de 2019 fichó por el HGC, en dónde jugaría dos temporadas.

### Tilburg
En 2021 llega a Tilburg pero esa temporada terminaría perdiendo la categoría y no estaría más tiempo allí. 

### San Fernando
Por motivos personales regresó a Argentina a mitad de la temporada 2022-23 para jugar en el club que lo vio nacer. 

### Gantoise
Después de los Juegos Olimpicos de París se muda a Bélgica para jugar en Gantoise, club en el que juega en la actualidad. 

## Selección nacional

### Selección nacional juvenil
En 2014, Casella hizo su debut con Argentina, en la Sub 18 en un partido clasificatorio para los Juegos Olímpicos de la Juventud de 2014 . En el torneo, Argentina terminó en primer lugar, con Casella anotando 18 goles. Representó a la selección nacional junior en el Campeonato Panamericano Juvenil en Toronto, Canadá. En el torneo anotó 18 goles, ayudando a Argentina a conseguir una medalla de oro y la clasificación al Mundial Juvenil .  Casella volvió a representar a Argentina en el Mundial Juvenil en Lucknow, India, donde el equipo terminó quinto. 

### Selección nacional absoluta
Casella debutó con la selección absoluta en 2015 contra Estados Unidos, en Boston .  Fue convocado para el Mundial de 2018, donde jugó los cuatro partidos.  En julio de 2019, fue seleccionado en la selección de Argentina para los Juegos Panamericanos de 2019.  Ganaron la medalla de oro al vencer a Canadá 5-2 en la final.  Fue el máximo goleador de la competición con diez goles junto a Leandro Tolini .  En diciembre de 2019, fue nominado al premio FIH Rising Star of the Year . Fue elegido para representar a Argentina en los Juegos Olímpicos de Tokio 2020 y París 2024. 

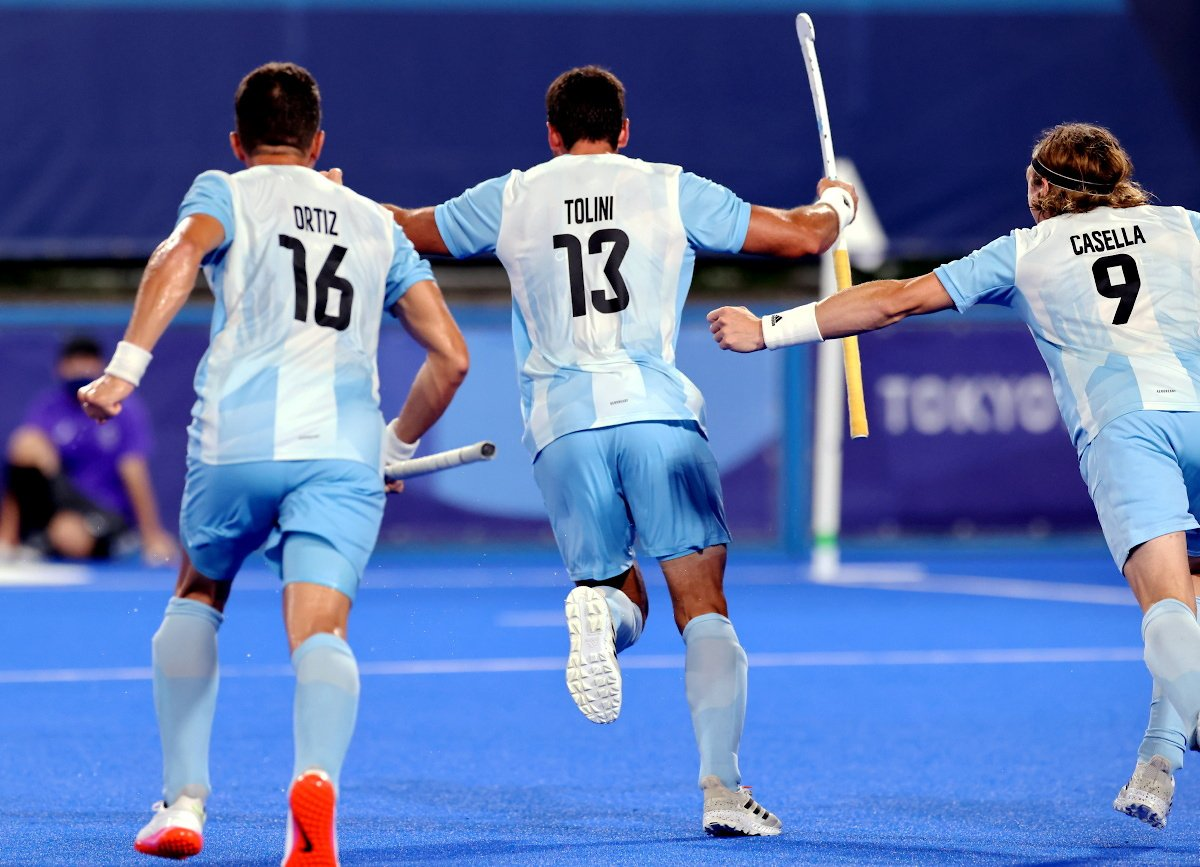
Casella en los Juegos Olimpicos de Tokio 2020.